# Списак борилачких вештина
Постоји много различитих стилова и школа борилачких вештина. Понекад се школе или стилови уводе од стране појединачних наставника или мајстора, или као бренд од стране одређене теретане. Борилачке вештине се могу груписати по врсти или фокусу, или алтернативно по регионалном пореклу. Овај чланак се фокусира на последње груписање ових јединствених стилова борилачких вештина.
За хибридне борилачке вештине, будући да потичу из касног 19. века, а посебно после 1950. године, можда је немогуће идентификовати јединствено или преовлађујуће регионално порекло. Није тривијално разликовати "традиционалне" од "модерних" борилачких вештина. Хронологија није одлучујући критеријум, јер је, на пример, „традиционални“ теквондо развијен 1950-их, док је „модерна“ хибридна борилачка вештина Бартицу развијена око 1900.

### Азија и Пацифик
| Култура    | Генерални назив | Стил                                                                        |
| ---------- | --------------- | --------------------------------------------------------------------------- |
| Борнео     |                 | Силат                                                                       |
| Вијетнам   |                 |                                                                             |
| Индонезија |                 | Пенцак силат                                                                |
| Индија     |                 |                                                                             |
| Јапан      | Буџуцу, Будо    | Аикидо, Буђинкан, Џудо, Џијуџицу, Карате, Кемпо, Кендо, Нинџуцу, Сумо, Шуто |
| Камбоџа    |                 |                                                                             |
| Кина       | Вушу            | Винг чун, Кемпо, Санда                                                      |
| Кореја     | Мусул, Мудо     | Теквондо, Хапкидо                                                           |
| Лаос       |                 |                                                                             |
| Малезија   |                 | Силат                                                                       |
| Монголија  |                 |                                                                             |
| Мјанмар    | Таинг           | Летвај                                                                      |
| Шри Ланка  |                 |                                                                             |
| Тибет      |                 |                                                                             |
| Тајланд    |                 | Краби крабонг, Муај тај буран, Тајландски бокс                              |
| Узбекистан |                 | Кураш                                                                       |
| Филипини   |                 | Арнис, Барав, Ескрима, Панантукан, Силат                                    |

### Блиски исток
| Култура | Стил                   |
| ------- | ---------------------- |
| Израел  | Абир, Капап, Крав мага |
| Иран    |                        |
| Турска  | Киркпинар              |

### Европа
| Култура              | Стил                                                              |
| -------------------- | ----------------------------------------------------------------- |
| цела Европа          | Бокс, Мачевање, Рвање                                             |
| Аустрија             |                                                                   |
| Уједињено Краљевство |                                                                   |
| Француска            | Батон де комба, Кан де комба, Савате                              |
| Грчка                | Бокс, Рвање, Панкратион                                           |
| Исланд               |                                                                   |
| Ирска                |                                                                   |
| Италија              | Рвање                                                             |
| Немачка              | Џуџуцу                                                            |
| Норвешка             |                                                                   |
| Пољска               | Комбат 56                                                         |
| Португал             | Хого до пау                                                       |
| Русија               | Самбо, Система                                                    |
| Србија               | Реални аикидо, Одбрана, Свебор, Свибор, Фудокан, Хапкикван, Србос |
| Финска               |                                                                   |
| Швајцарска           |                                                                   |
| Шпанија              | Хуего дел пало, Ципота                                            |

### Африка
| Култура           | Стил |
| ----------------- | ---- |
| Гамбија / Сенегал |      |
| Камерун           |      |

### Северна и Јужна Америка
| Култура | Стил                                    |
| ------- | --------------------------------------- |
| Бразил  | Бразилски џијуџицу, Капоира, Лута ливре |
| САД     | Динамични аики џуџицу, Кемпо, Кик бокс  |